# 11월 17일
11월 17일은 그레고리력으로 321번째(윤년일 경우 322번째) 날에 해당한다.

## 사건
- 1558년 - 엘리자베스 1세, 영국 여왕으로 즉위.
- 1869년 - 이집트, 수에즈 운하 개통.
- 1881년 - 조선, 신식무기 제조 및 사용법을 배우기 위하여 청나라에 영선사 파견.
- 1905년 - 대한제국과 일본 제국 사이에 을사늑약 체결.
- 1932년 - 제2차 쌍성보 전투.
- 1950년 - 텐진 갸초, 15세로 제14대 달라이 라마가 됨.
- 2004년 - 2005학년도 대학수학능력시험에서 휴대전화를 통한 대규모 부정행위 사건 발생

## 문화
- 1986년 - KBS 제2FM 가요광장 첫방송.
- 1987년 - 대한민국의 충청북도 북부 지역의 충주MBC TV 방송국 개국.
- 2005년 - 이탈리아인의 노래, 이탈리아 공식 국가가 됨.

## 탄생
- 9년 - 로마 제국의 황제 베스파시아누스. (~79년)
- 1456년 - 조선의 제9대 국왕 성종의 정비 공혜왕후(恭惠王后). (~1474년)
- 1503년 - 이탈리아의 화가 브론치노. (~1572년)
- 1519년 - 조선 중기의 왕족, 문신 이량.
- 1755년 - 프랑스의 왕 루이 18세. (~1824년)
- 1790년 - 독일의 수학자 아우구스트 페르디난트 뫼비우스. (~1868년)
- 1851년 - 조선 고종의 비 명성황후. (~1895년)
- 1859년 - 미국 서부 개척 시대의 카우보이 빌리 더 키드. (~1881년)
- 1887년 - 영국의 장군 버나드 몽고메리. (~1976년)
- 1896년 - 러시아의 심리학자 레프 비고츠키. (~1934년)
- 1897년 - 스리랑카의 정치인 윌리엄 고팔라와. (~1981년)
- 1901년 - 미국의 배우 리 스트래스버그. (~1982년)
- 1902년 - 헝가리계 미국인 물리학자, 수학자 유진 위그너. (~1995년)
- 1903년 - 남아프리카 공화국의 제3대 대통령 니콜라스 요하너스 디데리흐스. (~1978년)
- 1905년 - 벨기에의 국왕 스웨덴의 아스트리드. (~1935년)
- 1906년 - 미국의 배우 베티 브론슨. (~1971년)
- 1908년 - 프랑스의 축구 선수 노엘 리에테르. (~1941년)
- 1912년 - 대한민국의 정치인 권중돈. (~1985년)
- 1915년 - 대한민국의 정치인, 제4,5대 국회의원 고담룡. (~1989년)
- 1917년 - 이탈리아의 축구 감독 레안드로 레몬디니. (~1979년)
- 1919년 - 대한민국의 서양화가 김흥수. (~2014년)
- 1921년 - 대한민국의 군인 함준호. (~1950년)
- 1922년 - 잉글랜드의 축구 감독 잭 프로갓. (~1993년)
- 1925년 - 미국의 배우 록 허드슨. (~1985년)
- 1929년 - 일본의 성우 나야 고로. (~2013년)
- 1930년 - 대한민국의 축구 선수 함흥철. (~2000년)
- 1931년
  - 미국의 배우 앤 밴크로프트. (~2005년)
  - 프랑스의 역사가 피에르 노라. (~2025년)
- 1933년 - 일본의 축구 선수 이와부치 이사오. (~2003년)
- 1935년 - 일본의 일러스트레이터 오라이 노리요시. (~2015년)
- 1938년 - 캐나다의 싱어송라이터 고든 라이트풋. (~2023년)
- 1942년 - 미국의 영화 감독 마틴 스코세이지.
- 1944년 - 미국의 배우 대니 드비토.
- 1945년
  - 영국의 영화 감독, 영화 제작자, 영화 각본가 롤랑 조페.
  - 알제리의 대통령 압델마지드 테분.
- 1946년 - 미국의 정치인 테리 브랜스태드.
- 1947년 - 대한민국의 정치인 홍문표.
- 1949년
  - 미국의 정치인 존 베이너.
  - 오스트레일리아의 전 수영 선수 마이클 웬던.
- 1950년 - 독일의 수영 선수 롤란트 마테스. (~2019년)
- 1951년 - 대한민국의 추기경, 가톨릭 성직자 유흥식.
- 1952년 - 남아프리카 공화국의 제12대 대통령 시릴 라마포사.
- 1953년
  - 대한민국의 정치인 최규식.
  - 이탈리아의 배우, 가수 리나 사스트리.
- 1960년 - 미국의 배우, 가수 루폴.
- 1963년
  - 대한민국의 정치인 송기헌.
  - 스웨덴과 덴마크의 가수 조니 야콥센.
- 1964년 - 그리스의 정치인 포피 예니마타. (~2021년)
- 1966년
  - 프랑스의 배우 소피 마르소.
  - 미국의 가수 제프 버클리. (~1997년)
- 1969년
  - 대한민국의 정치인 박홍근.
  - 일본의 성우 오키아유 료타로.
- 1970년
  - 대한민국의 배우, 가수 최진영. (~2010년)
  - 일본의 가수, 기타리스트 죠시마 시게루.
- 1971년 - 대한민국의 전직 프로게임단 감독 송호창.
- 1973년
  - 독일의 전 축구 선수 베른트 슈나이더.
  - 일본의 게임 개발자 우치코시 코타로.
- 1974년 - 대한민국의 가수 김인수. (크라잉넛)
- 1975년
  - 대한민국의 가수, 배우 마야.
  - 대한민국의 배우 윤손하.
- 1976년 - 대한민국의 영화배우 박성범.
- 1978년
  - 캐나다의 배우 레이철 매캐덤스.
  - 대한민국의 변호사, 방송인 임윤선.
- 1980년 - 대한민국의 만화가 김진.
- 1981년 - 대한민국의 격투기 선수 김동현.
- 1982년 - 대한민국의 웹툰 작가 심윤수.
- 1983년 - 미국의 야구 선수 라이언 브론.
- 1984년
  - 대한민국의 배우 곽지유.
  - 대한민국의 배우 박한별.
  - 대한민국의 싱어송라이터, 프로듀서 유준성.
  - 일본의 성우 하야마 이쿠미.
- 1985년 - 대한민국의 가수 마호.
- 1986년
  - 대한민국의 가수 성제. (슈퍼노바)
  - 포르투갈의 축구 선수 나니.
- 1987년 - 대한민국의 작가 정지우.
- 1988년
  - 대한민국의 축구 선수 노행석. (~2025년)
  - 미국의 가수 에릭 남.
  - 잉글랜드의 축구 선수 카일 노턴.
- 1989년
  - 대한민국의 배우 최수임.
  - 대한민국의 기상캐스터 박하명.
  - 일본의 축구 선수 가미후쿠모토 나오토.
- 1991년 - 대한민국의 유튜버 유혜주.
- 1992년 - 대한민국의 인플루언서 정인주.
- 1993년
  - 대한민국의 래퍼 인크레더블.
  - 대한민국의 정치인 신예진.
  - 오스트레일리아의 축구 선수 라이언 에드워즈.
- 1994년
  - 대한민국의 조정 선수 김예지.
  - 대한민국의 가수 겸 작곡가 비버.
- 1995년
  - 대한민국의 배우 정선희.
  - 대한민국의 가수 다연.
- 1996년 - 대한민국의 축구 선수 조유민.
- 1997년 - 대한민국의 가수 유겸 (GOT7).
- 1998년
  - 대한민국의 미스코리아 김세연.
  - 대한민국의 배우 정라엘.
  - 대한민국의 배우 송서린.
- 2000년 - 베트남의 가수, 배우 한사라,
- 2001년 - 대한민국의 가수 재키. (아이칠린)
- 2003년 - 대한민국의 헤어디자이너 수민.
- 2005년 - 대한민국의 가수 take l.
- 2006년 - 대한민국의 영화배우 한송희.

### 미상
- 대한민국의 가수 마호.

## 사망
- 1494년 - 르네상스 시대의 철학자 조반니 피코 델라 미란돌라. (1463년~)
- 1558년 - 잉글랜드 왕국 및 아일랜드 왕국의 여왕 메리 1세. (1516년~)
- 1632년 - 신성 로마 재국의 장군 고트프리트 하인리히 추 파펜하임 백작. (1594년~)
- 1794년 - 프랑스의 장군 자크 프랑수아 뒤고미에. (1738년~)
- 1796년 - 로마노프 왕조의 8번째 군주 예카테리나 2세. (1729년~)
- 1917년 - 프랑스의 조각가 오귀스트 로댕. (1840년~)
- 1932년 - 대한민국의 독립운동가 이회영. (1867년~)
- 1959년 - 브라질의 작곡가 에이토르 빌라로부스. (1887년~)
- 1990년 - 튀니지의 연쇄 살인자 나세르 알다마르지. (1944년~)
- 2006년 - 헝가리의 축구 선수, 축구 감독 푸슈카시 페렌츠. (1927년~)
- 2011년 - 대한민국의 스페셜포스 프로게이머 여의주. (1990년~)
- 2016년 - 대한민국의 가수 이영숙. (1949년~)
- 2020년 - 대한민국의 조각가 최만린. (1935년~)
- 2021년 - 러시아의 영화배우 이고리 사보치킨. (1963년~)
- 2022년 - 미국의 컴퓨터 과학자 프레더릭 브룩스. (1931년~)
- 2024년
  - 대한민국의 독립운동가 오희옥. (1926년~)
  - 대한민국의 정치인 최재욱. (1940년~)

## 기념일
- 유학생의 날(International Students' Day)
- 순국선열의 날: 대한민국

## 같이 보기
- 전날: 11월 16일 다음날: 11월 18일 - 전달: 10월 17일 다음달: 12월 17일
- 음력: 11월 17일
- 모두 보기